# Sweet Emma Barrett
Emma Barrett, genannt Sweet Emma (* 25. März 1897 in New Orleans; † 28. Januar 1983 ebenda) war eine US-amerikanische Pianistin und Sängerin des New Orleans Jazz. Sie wurde auch Bell Gal (Glockenmädchen) genannt nach einer Weihnachts-Haube mit Glöckchen, die sie bei Auftritten trug.
Barrett war Autodidaktin (sie konnte nie Noten lesen) und erhielt ihre erste musikalische Inspiration von Straßenmusikern in New Orleans. Sie trat 1923 bis 1936 mit dem Original Tuxedo Orchestra auf unter Papa Celestin und danach William Ridgley. Es gibt von ihr Aufnahmen von 1923 mit Papa Celestin, so dass sie eine der ersten weiblichen Jazzinstrumentalistinnen war, die aufgenommen wurden. Sie trat auch mit den Bands von Armand Piron, John Robichaux und Sidney Desvigne auf, tourte auch außerhalb New Orleans (vor allem mit der Band von Percy Humphrey) und trat  ab 1947 regelmäßig im Club Happy Landing auf.
1961 hatte sie Erfolg mit ihrem Debütalbum für die Living Legend-Reihe von Riverside Records und war danach eine feste Größe in der Preservation Hall und tourte mit der Preservation Hall Band auch international. 1967 war sie nach einem Schlaganfall auf der linken Seite gelähmt, trat aber noch bis in die 1980er Jahre auf.
Ihr unverblümter Barrelhouse Piano-Stil wurde gelegentlich als pile driver attack (Pfahlbohrer) beschrieben.
Sie ist auch in einer kurzen Szene in Cincinnati Kid mit den Preservation-Hall-Musikern in einem Jazzclub zu sehen, an dem Steve McQueen eher zufällig vorbeikommt.

## Diskografie
- Sweet Emma, Riverside 1960
- The Bell Gall and her Dixieland Boys Music, Riverside 1961 (mit Emanuel Sayles, Placide Adams, Bass, Paul Barbarin, Alvin Alcorn, Jim Robinson, Louis Cottrell junior, Don Albert, Frog Joseph, Raymond Burke)
- Sweet Emma Barrett and her New Orleans Music, Southland 1963
- Sweet Emma Barrett and her Preservation Jazz Band, Preservation Hall 1964
- Sweet Emma Barrett and her Original Tuxedo Jazz Band at Dixieland Hall, Riverside 1968